# 旧海关大楼 (墨西哥城)

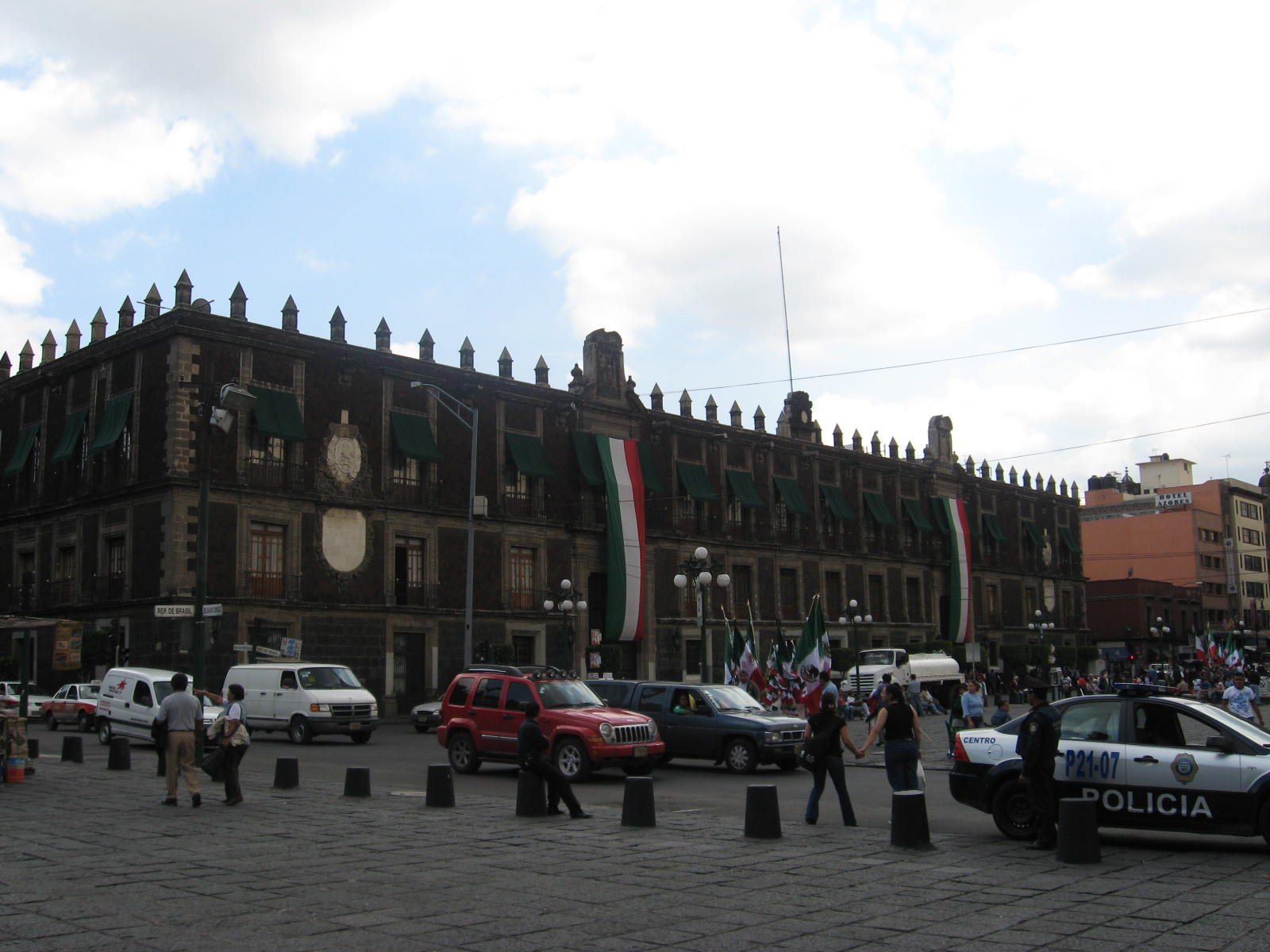
旧海关大楼

旧海关大楼位于墨西哥城圣多明我广场东侧，委内瑞拉共和国街和路易·冈萨雷斯·奥布雷贡街之间，在宪法广场以北。这里的土地原来属于几个贵族, 包括 Villamayor侯爵。 皇家海关负责对进入新西班牙的进口商品进行管制和征税，成为政府最大的收入来源。 海关最初设于2月5日街, 1676年迁入位于圣多明我广场的 Villamayor 府。后来, 政府买下了这所房子，并在1730年重建了目前的建筑。20世纪初，墨西哥城海关大楼关闭，由墨西哥公共教育部接管。